# Siphonops annulatus
La culebrita tapiera, cecilia de anillos, anillada excavadora o tapiadora  (Siphonops annulatus), es una especie de anfibio ápodo de la familia de los cecílidos que habita en regiones tropicales de América del Sur, normalmente a una altitud inferior a 800 m s. n. m.
Su área de distribución comprende desde el oriente de Colombia hasta el Brasil, el Paraguay y el norte de la Argentina. 
Se halla en el Brasil; en la Guayana Francesa; en la República Cooperativa de Guyana; en el Surinam; en las regiones amazónicas de Colombia, de Ecuador y del Perú; en los estados de Barinas y Portuguesa (Venezuela); en los departamentos del Beni, La Paz, Pando y Santa Cruz (Bolivia); en el oriente del Paraguay; en el sur de la provincia de Misiones (norte de la Argentina).   

## Características

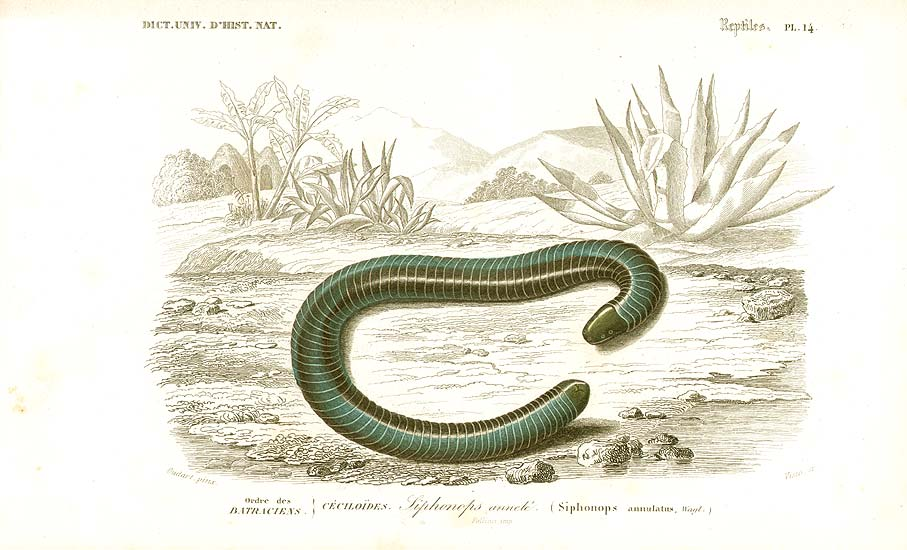
Representación en un dibujo de la Siphonops annulatus

Mide de 20 a 40 cm de longitud. Su piel es de color azul marino u obscuro brillante, con anillos delgados blancos. Como el resto de las cecilias, carece de extremidades y se arrastra y cava en el suelo. De hábitos nocturnos, se alimenta de lombrices y de otros invertebrados. Cuando se siente en peligro, expele una secreción repugnante. 
La hembra pone los huevos en la tierra; las crías nacen ya desarrolladas, y durante los dos primeros meses de vida se alimentan de la piel de la madre, sacando piezas de ella con sus 44 dientes en forma de cuchara.  Como esta práctica es similar a la de su pariente africano Boulengerula taitanus, se piensa que evolucionó hace 100 millones de años, cuando África y América del Sur estaban unidas.
Cuando las crías tienen 15 cm de longitud, dejan a la madre. La piel de ella se regenera y sirve para nuevas crías, lo cual explica por qué la reproducción ocurre sólo cada dos años. Las grasas y las proteínas se almacenan en la piel de la hembra; así, las células se agrandan y la abundancia nutriente produce un aumento del grosor de la piel. Durante un período de dos meses, esta piel alimenta dos veces a la semana a unas crías que son de 8 a 16.